# Nazionale maschile di calcio a 5 di Timor Est
La nazionale di calcio a 5 del Timor Est è la rappresentativa di Timor Est.

## Esordio
La squadra esordì con una sconfitta in un'amichevole contro il Brasile il 13 ottobre del 2006, dove perse per 76-0. Attualmente non ha partecipato ad alcuna qualificazione per i campionati asiatici e per i campionati mondiali. Le uniche apparizioni sono state per l'Asian Indoor Games 2007 a Macao, ed al Campionato di calcio a 5 dell'AFF 2012.

## Palestra
Le partite della nazionale di Timor Est si giocano nella capitale Dili.

## Colori della squadra
Il nero ed il rosso sono i colori delle divise della squadra.

## Rosa
Aggiornata ai Asian Indoor Games 2007 giocati a Macao, Cina dal 26 ottobre al 3 novembre 2007.
| N. | Pos. | Giocatore                                    | Data nascita (età) | Pres. | Reti | Squadra              |
| -- | ---- | -------------------------------------------- | ------------------ | ----- | ---- | -------------------- |
| 1  | P    | Pereira Jacinto Delteti Xavier               |                    | 2     | 0    | Timor Est (bandiera) |
| 2  | --   | Fernando Baptista Xavier                     |                    | 3     | 0    | Timor Est (bandiera) |
| 3  | --   | Helder Da Costa Do Rego Marytins             |                    | 3     | 0    | Timor Est (bandiera) |
| 4  | --   | Roger Leong Vice-Capitano                    |                    | 3     | 1    | Timor Est (bandiera) |
| 5  | --   | Januario Do Rego Capitano                    |                    | 3     | 0    | Timor Est (bandiera) |
| 6  | --   | Santa Tavares Zertonio Assuncio              |                    | 3     | 0    | Timor Est (bandiera) |
| 7  | --   | Octavianus Pinto                             |                    | 3     | 0    | Timor Est (bandiera) |
| 8  | --   | Julianto Belo Fernandes                      |                    | 3     | 0    | Timor Est (bandiera) |
| 9  | --   | Filipe Victor Da Costa                       |                    | 3     | 1    | Timor Est (bandiera) |
| 10 | --   | Marques Cabral Francisco Jose Guerra Ribeiro |                    | 3     | 0    | Timor Est (bandiera) |
| 11 | --   | Domingos Belo Ximenes                        |                    | 3     | 1    | Timor Est (bandiera) |
| 12 | P    | Ofelio Bernardo                              |                    | 1     | 0    | Timor Est (bandiera) |